# Mariaan de Swardt
Mariaan de Swardt (* 18. März 1971 in Johannesburg) ist eine ehemalige südafrikanische Tennisspielerin. 2006 erhielt sie die US-amerikanische Staatsbürgerschaft.

## Karriere
De Swardt spielte von 1988 bis 2001 auf der Profitour. Sie bevorzugte für ihr Spiel Rasen- und Hartplätze.
Sie gewann insgesamt einen Einzel- und vier Doppeltitel auf der WTA Tour sowie mit Doppelpartner David Adams zwei Grand-Slam-Titel im Mixed. 1999 gewannen sie das Finale der Australian Open gegen die Paarung Serena Williams/Maks Mirny und 2000 das der French Open gegen Rennae Stubbs und Todd Woodbridge jeweils in drei Sätzen.
Als Mitglied der Olympiamannschaft von Südafrika spielte De Swardt bei den Olympischen Sommerspielen 1992 in Barcelona und 1996 in Atlanta. Von 1992 bis 2000 spielte sie 37 Partien für die südafrikanische Fed-Cup-Mannschaft, von denen sie 27 gewann.

## Begegnungen mit Steffi Graf
De Swardt erregte vor allem Aufsehen durch ihre starken Auftritte gegen Steffi Graf. 1992 unterlag sie in Wimbledon Graf nur knapp mit 7:5, 0:6 und 5:7. Beim WTA-Turnier von Brighton konnte sie die Deutsche 1995 mit 6:2, 4:6 und 6:1 besiegen. 1999 verlor sie, wiederum in Wimbledon, mit 6:4, 3:6 und 2:6.

## Turniersiege

### Einzel
| Nr. | Datum           | Turnier | Kategorie    | Belag     | Finalgegnerin  | Ergebnis       |
| --- | --------------- | ------- | ------------ | --------- | -------------- | -------------- |
| 1.  | 16. August 1998 | Boston  | WTA Tier III | Hartplatz | Barbara Schett | 3:6, 7:64, 7:5 |

### Doppel
| Nr. | Datum           | Turnier     | Kategorie    | Belag     | Partnerin         | Finalgegnerinnen                         | Ergebnis |
| --- | --------------- | ----------- | ------------ | --------- | ----------------- | ---------------------------------------- | -------- |
| 1.  | 20. Mai 1995    | Bournemouth | WTA Tier IV  | Sand      | Ruxandra Dragomir | Kerry-Anne Guse Patricia Hy-Boulais      | 6:3, 7:5 |
| 2.  | 19. Mai 1996    | Cardiff     | WTA Tier IV  | Sand      | Katrina Adams     | Els Callens Laurence Courtois            | 6:0, 6:4 |
| 3.  | 20. Juni 1998   | Eastbourne  | WTA Tier II  | Rasen     | Jana Novotná      | Arantxa Sánchez Vicario Natallja Swerawa | 6:1, 6:3 |
| 4.  | 16. Januar 1999 | Hobart      | WTA Tier IVb | Hartplatz | Olena Tatarkowa   | Alexia Dechaume Emilie Loit              | 6:1, 6:2 |

### Mixed
| Nr. | Datum           | Turnier         | Kategorie  | Belag     | Partner     | Finalgegner                   | Ergebnis       |
| --- | --------------- | --------------- | ---------- | --------- | ----------- | ----------------------------- | -------------- |
| 1.  | 31. Januar 1999 | Australian Open | Grand Slam | Hartplatz | David Adams | Serena Williams Maks Mirny    | 6:4, 4:6, 7:65 |
| 2.  | 11. Juni 2000   | Roland Garros   | Grand Slam | Sand      | David Adams | Rennae Stubbs Todd Woodbridge | 6:3, 3:6, 6:3  |